# Oligosacàrid

La rafinosa n=3

Els oligosacàrids són glúcids formats per una cadena curta de monosacàrids units per enllaços O-glicosídics, amb un nombre d'unitats monomèriques entre 2 i 10, típicament.
Existeixen una gran diversidtat d'oligosacàrids, ja que pot variar el nombre, les ramificacions, el tipus de monosacàrids que formen la cadena i la forma d'enllaçar-se dels monosacàrids, formant així una cadena de polisacàrids.
Aquesta gran diversitat dota als oligosacàrids de la seua propietat més important, que és la capacitat per a emmagatzemar informació, complint així la funció de reconeixement cel·lular. De fet, aquesta és la principal funció que compleixen aquests compostos en el lloc on principalment es troben en la naturalesa: en la superfície exterior de la membrana cel·lular, enllaçats a proteïnes o a lípids, constituint les glicoproteïnes i glicolípids.
En estudiar la membrana cel·lular veem com la part glicídica de glicoproteïnes i glicolípids compleix la funció de donar a la cèl·lula un senyal d'identitat, de manera que els diferents tipus cel·lulars es reconeixen pels oligosacàrids presents en l'exterior de la membrana.
Els oligosacàrids més abundants en la naturalesa són la inulina, l'oligofructosa (fructooligosacàrids) i els galactooligosacàrids.
La inulina i l'oligofructosa estan formats per cadenes de fructosa que poden terminar en glucosa o fructosa. Estan presents en molts vegetals: xicoira, ceba, porro, all, plàtan, carxofa, etc.
Els galactooligosacàrids estan formats per cadenes de galactosa i estan presents en la llet i en algunes plantes.